# فساد القمح
قضية فساد القمح أو ما يعرف في وسائل الإعلام المصرية (فساد القمح الكبرى) أو (مافيا القمح)، أحد أشهر قضايا الفساد التي تحولت إلى قضية رأي عام في مصر. أثيرت في عام 2016 عند الكشف عن التلاعب من قبل التجار الذين عمدوا إلى استيراد القمح بالسعر العالمي، ثم جرى تمريره للصوامع الحكومية بطرق غير مشروعة للاستفادة من فرق السعر، حيث يبلغ الطن المستورد 1500 جنيه مصري، أما المحلي بحوالي 2800 جنيه مصري. شغلت القضية الإعلام المصري حتى عام 2019، وبلغ عدد المتهمين قرابة 300 متهم من موظفين وزارة التموين ووزارة الزراعة وهيئة الصادرات والواردات، وبعض أصحاب صوامع القمح. كما قدر الاستيلاء على المال العام والاختلاس بقيمة 500 مليون جنيه مصري، مما جعلها أكبر قضية فساد في المنظومة المصرية لتوريد القمح. في سبتمبر 2019 أحيل 19 موظف من وزارتي التموين والزراعة وهيئة الصادرات والواردات إلى محكمة الجنايات المصرية، بتهمة استغلال النفوذ والكسب غبر المشروع بقيمة 300 مليون جنيه مصري.